# Juppé, forcément
Pour plus de détails, voir Fiche technique et Distribution.
Juppé, forcément est un documentaire français réalisé par Pierre Carles, sorti en 1995.

## Commentaires
Dans ce film l'auteur questionne les évidences et met à nu ce qu'il présente comme de faux débats sur les élections de 1995 dans la commune de Bordeaux. Il montre comment, selon lui, les journalistes régionaux font preuve de fidélité au candidat Alain Juppé alors ministre des Affaires étrangères. Il cherche à montrer l'injustice d'un processus électoral vicié par une propagande qui semble des plus habituelles. À la suite de ce reportage, Pierre Carles serait devenu persona non grata auprès des rédactions du journal Sud Ouest et de France 3 Aquitaine.
En 2012, un nouveau film de Pierre Carles sort, sur une idée assez proche, concernant l'élection présidentielle française de 2012. Il s'intitule Hollande, DSK, etc.